# Johannes Urzidil
Johannes Urzidil (3. února 1896, Praha – 2. listopadu 1970, Řím) byl pražský, německy píšící spisovatel, básník, esejista a historik umění.

## Život

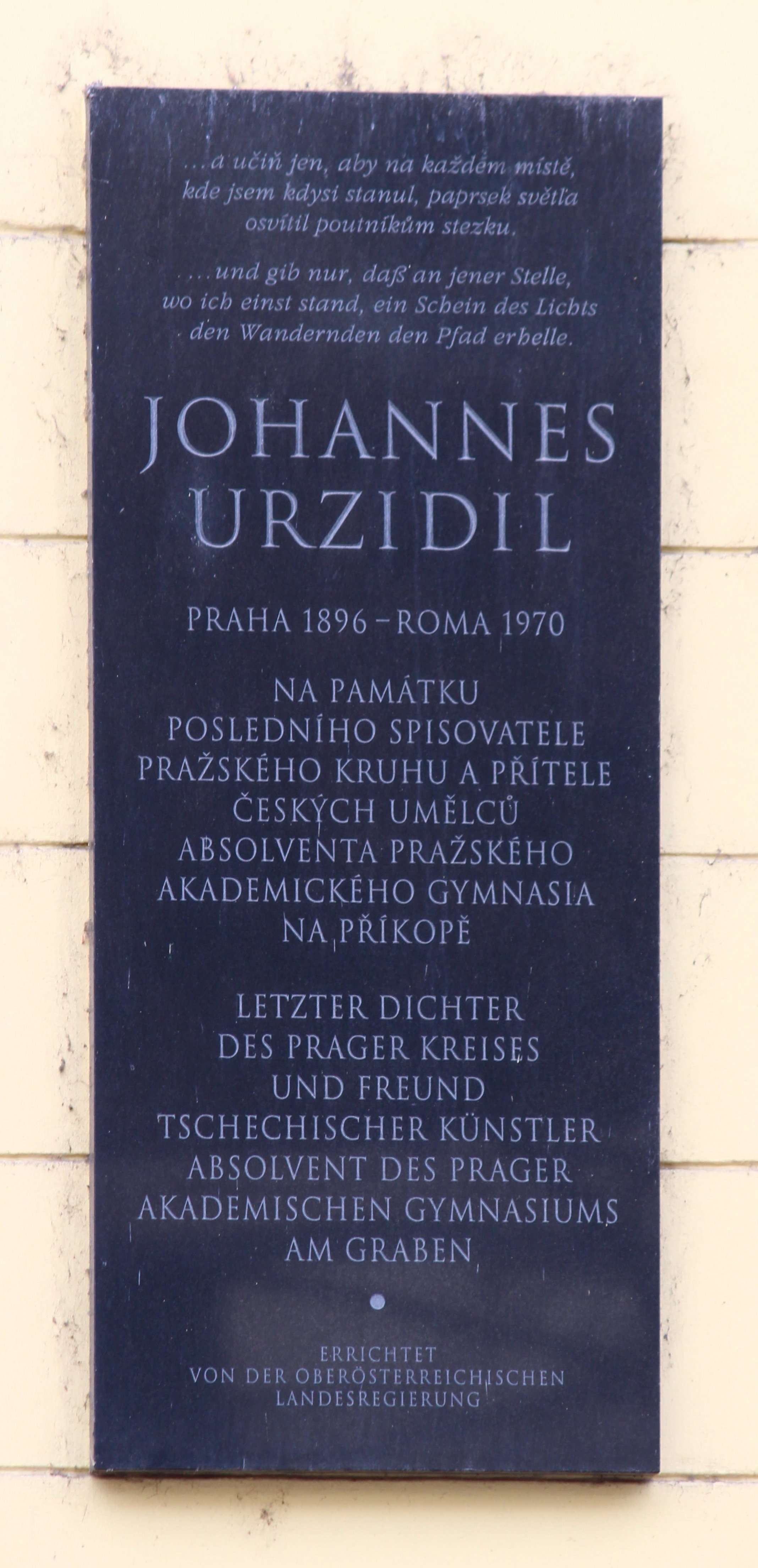
Pamětní deska Johannesa Urzidila na bývalé budově německého gymnázia, Praha 1, Na Příkopě 16

Narodil se v rodině železničního úředníka ing. Josefa Uržidila, který pocházel z Ošelína v okrese Stříbro a psal své jméno česky Uřídil, a jeho ženy Elise Metzelesové, provdané Steinitzové, která si do svazku přivedla sedm dětí z předešlého manželství. Jediným jejich společným dítětem byl Johannes. U jeho porodu asistoval lékař a básník Hugo Salus. Matka zemřela 7. ledna 1900, když Johannesovi nebyly ani čtyři roky. Jeho otec se podruhé oženil s Češkou Marií Mostbeckovou.
V roce 1906 začal studovat na německém gymnáziu v ulici Na příkopě. Zatímco na obecné škole patřil jako syn úředníka k „zámožným“ žákům, na gymnáziu ho jeho bohatší spolužáci mezi sebe nepřijali, takže se cítil osamocen. V roce 1913 otiskl první verše v Prager Tagblattu pod pseudonymem Hans Elmar (jméno hrdiny z knihy pozdějšího nositele Nobelovy ceny za literaturu Carla Spittelera). Maturitu složil v roce 1914 a následně se zapsal na pražské německé universitě studium germanistiky, slavistiky a dějin umění (prof. W. Klein, H. Schmerber, A. Grünwald). Ve stejné době začal navštěvovat kavárnu Arco. Zde se seznámil s předními pražskými německými literáty, jako byli například: Franz Kafka, Max Brod, Franz Werfel, Egon Erwin Kisch, Oskar Kuh, Ernst Weiss, Ludwig Winder, Karl Brand, Felix Weltsch nebo Oskar Baum. Stal se vyznavačem expresionismu, spolu s vydavatelem Leo Reissem od roku 1917 připravoval a od roku 1918 redigoval brněnský expresionistický časopis Der Mensch. V letech 1915–1917 se seznámil s českými malíři Václavem Špálou, Vlastislavem Hofmanem a Rudolfem Kremličkou. V letech 1916–1918 sloužil v rakousko-uherské armádě, kde pracoval v zásobovacích skladech v Praze–Holešovicích. Zde se seznámil s Jaroslavem Topičem (synem a nástupcem nakladatele Františka Topiče). Jeho prostřednictvím se seznámil v roce 1918 s malířem Janem Zrzavým. Univerzitní studia dokončil v letech 1918–1919 a působil pak jako překladatel na Úřadu zmocněnce Německé říše v Praze a úředník velvyslanectví.
Od prosince 1921 nastoupil jako tiskový rada německého velvyslanectví v Praze (Pressebeirat der Deutschen Gesandtschaft). Toto místo zastával až do nástupu nacismu. V říjnu 1933 byl uvolněn ze svých povinností a v lednu 1934 byl propuštěn. V roce 1922 založil spolu s Oskarem Baumem a Ludwigem Winderem Ochranný svaz německých spisovatelů v Československu (Schutzverband deutscher Schriftsteller in der ČSR). Tato organizace působila aktivně především po nástupu nacistů k moci. Urzidil byl tajemníkem tohoto svazu. Dne 4. dubna 1922 se oženil s Gertrudou Thiebergerovou (dcerou pražského rabína), jako svědci byli na svatbě Jan Zrzavý a sekretář německého vyslanectví Heinrich Stephany. V roce 1932 byl řečníkem u odhalení soch Johanna Wolfganga Goetha v Teplicích a Mariánských Lázních ke 100. výročí jeho úmrtí. Jako žák germanisty Augusta Sauera se zabýval vztahem Goetha k Čechám, o něm napsal několikrát přepracovanou knihu Goethe in Böhmen (od roku 1932 3 německá vydání, české jako „Goethe a Čechy“).
Dne 10. listopadu 1934 získal domovské právo v Zadní Zvonkové (ve 30. letech 20. století jezdil na letní byt do osady Josefův Důl).

### Johannes Urzidil a zednářství
Od roku 1923 byl Urzidil členem zednářské lóže „Harmonie“. V roce 1925 se stal mistrem a v roce 1937 stoličním mistrem. Tato lóže byla v roce 1938 uspána a rozpuštěna.

### Emigrace
| „Za první světové války držel Urzidil s Čechy, po Versailles dával za pravdu stížnostem Němců, nástup Hitlera jej přivedl opět k Čechům, avšak poválečný odsun českých Němců okamžitě odsoudil. – Spravedlnost je poutník a slušný člověk putuje s ní – napsal pár let před smrtí v textu Nezaujaté ohlédnutí.“ |
| Viktor Šlajchrt o J. Urzidilovi |

V noci z 30. června na 1. července 1939 se podařilo manželům Urzidilovým opustit území Protektorátu. Odjeli do Itálie a odtud lodí do Velké Británie, kam dorazili 2. srpna 1939. Usídlili se ve vesničce Viney Hill v Gloucestershire. V lednu 1941 se Urzidilovi v Londýně setkali s básnířkou Bryher, která financovala jejich útěk. 30. ledna odpluli Urzidilovi do Spojených států amerických a 12. února přistáli v New Yorku. Ve Spojených státech amerických se Urzidil nejprve živil jako knihvazač. Po překonání počáteční nedůvěry k přistěhovalcům se začal opět věnovat psaní. Dne 16. dubna 1946 získal Urzidil americké občanství. V letech 1951–1953 pracoval v rakouském oddělení rozhlasové stanice Hlas Ameriky. Byl propuštěn v rámci čistek mccarthismu.
Urzidil podnikl přednášková turné, především po Evropě, a to v letech 1953, 1957, 1962, 1964, 1965, 1968 (během této cesty se ve Vídni naposledy osobně setkal s Janem Zrzavým). Při své poslední přednáškové cestě v roce 1970 zemřel v Římě na mozkovou mrtvici. Je pohřben na hřbitově Campo Santo Teutonico u baziliky svatého Petra.

### Ocenění
- 1957 cena Charlese Veillona (Charles-Veillon-Preis, Švýcarsko)
- 1958 člen korespondent Adalbert-Stifter-Institut des Landes Oberösterreich v Linci
- 1961 rakouský spolkový prezident jmenuje Urzidila profesorem honoris causa
- 1962 člen korespondent Deutsche Akademie für Sprache und Dichtung v Darmstadtu
- 1964 Velká rakouská státní cena za literaturu
- 1964 Literární cena města Kolína nad Rýnem
- 1966 Cena Andrease Gryphia (Andreas-Gryphius-Preis, Düsseldorf)

### Odkaz
Po Urzidilovi je pojmenována planetka 70679 Urzidil, která byla objevena v roce 1999 na hvězdárně Kleť astronomy Janou a Milošem Tichým. V roce 2006 otevřela Společnost Johannese Urzidila jeho muzeum ve Zvonkové (Glöckelberg) na Šumavě. Expozice již ale byla uzavřena.

## Dílo
Urzidil byl od roku 1921 pražským dopisovatelem Berliner Börsen-Courier, redaktorem časopisu Harmonie, vydavatelem literárního časopisu Das Silberboot (1935-1937 a spolupracovníkem bratislavského Die drei Ringe (1935-1938). Přispíval články do časopisů a novin Veraikon, Die Aktion, Alt-Prager Almanach, Deutsche Kunst und Dekoration, Das Kunstblatt, Musaion, Forum, The Germanic Rewiew, Deutsche Zeitung Bohemia, Obzor, Prager Tagblatt, Slavische Rundschau, Tribuna.

### Spisy (výběr)
- Goethe v Čechách (Goethe in Böhmen, 1932, rozšířeno 1962)
- publikace o Václavu Hollarovi:
  - německy: Wenceslaus Hollar: Der Kupferstecher des Barock, 1935) umělecká monografie o Hollarově práci v mědirytectví:
  - česky: Václav Hollar: Umělec, vlastenec, světoobčan (varianta názvu: Hollar: život umělce a evropana, 1937)
  - anglicky: Hollar: A Czech Emigré in England (1942)
- Ztracená milenka (Die verlorene Geliebte, 1956) – povídky
- Memnonův sloup (Die Memnonsäule, 1957) – básně
- Pražský triptych (Prager Triptychon, 1960)– povídky
- O básnění (Über das Dichten, 1961) – eseje
- Das Elefantenblatt (1962) – povídky
- Tudy kráčí Kafka (Da geht Kafka, 1965) – eseje
- O mém pražském tatínkovi a o mém newyorském řemesle (Väterliches aus Prag und Handwerkliches aus New York, 1969) – autobiografie
- Poslední tombola (Die letzte Tombola, 1971) – posmrtně vydané povídky
- Pedantova zpověď (Bekenntnisse eines Pedanten, 1972) – posmrtně vydané autobiografické povídky a eseje

### České překlady
- Hry a slzy – výbor z povídek, překlad František Marek, Praha, Odeon, 1985
- Kde údolí končí, výbor povídek, překlad Anna Nováková a Jindřich Buben, Praha, Argo, 1996, ISBN 80-85794-63-2
- Pražský triptych – povídky, překlad Božena Koseková, doslov napsala Ingeborg Fialová-Fürstová, Praha, Mladá fronta, 1997
- Poslední host / Der letzte Gast – výbor z povídek, překlad Jindřich Buben a Anna Nováková, Horní Planá, Srdce Vltavy, 1999, ISBN 80-902738-0-7
- Život s českými malíři. Vzájemná korespondence s Janem Zrzavým. Vzpomínky – texty – dokumenty. Vybral, uspořádal a doprovodné texty napsal Vladimír Musil. Horní Planá, Fraktál, 2003. ISBN 80-902860-0-3.
- Jdu starým lesem, výbor povídek, překlad Jan Mareš, České Budějovice, Jihočeská vědecká knihovna, 2005, ISBN 80-86964-00-0
- Malý průvodce dějinami Čech, překlad Jindřich Buben, Horní Planá, Fraktál, 2005, ISBN 80-902860-1-1. Nakladatelství Fraktál
- Ferdinand Peroutka, Johannes Urzidil: O české a německé kultuře, editoři: Jaroslava Jiskrová, Martin Groman, Praha, Dokořán / Máj, 2008, ISBN 978-80-7363-216-8, ISBN 978-80-86643-27-4.
- Goethe a Čechy, editoři: Veronika Dudková, Michaela Jacobsenová, Václav Petrbok, Příbram, Pistorius & Olšanská, 2009, ISBN 978-80-87053-37-9.
- To byl Kafka, překlad Jana Zoubková, Praha, Dokořán / Máj, 2010, ISBN 978-80-7363-311-0, ISBN 978-80-86643-38-0.